# Terminalia microcarpa
Terminalia microcarpa är en tvåhjärtbladig växtart. Terminalia microcarpa ingår i släktet Terminalia och familjen Combretaceae.

## Underarter
Arten delas in i följande underarter:
- T. m. incana
- T. m. microcarpa